# Obsessed (chanson)
Pour les articles homonymes, voir Obsessed.
Singles de Mariah Carey
My Love
(2009) I Want to Know What Love Is
Obsessed est le premier single de Mariah Carey issu de son 12e album studio, Memoirs of an Imperfect Angel. Le morceau est produit, coécrit par Mariah Carey, Christopher "Tricky" Stewart et The-Dream. Le single sort le 26 juin 2009 aux États-Unis et le 21 septembre 2009 en France.
En milieu du mois de juillet 2019, un challenge intitulé #Obsessed Challenge, qui consiste à faire une chorégraphie bien spécifique sur le titre Obsessed de Mariah Carey paru en 2009, devient mondialement viral,,,.

## Composition
Le titre Obsessed parle d'une obsession d'une personne envers Mariah Carey. Le texte y traite de plusieurs allusions telles que le harcèlement, le mensonge ou les prétendues relations sexuelles que Mariah Carey a eues avec un individu, qu'elle évoque dans le refrain :"Why are you so obsessed with me / Boy I wanna know / Lying that you're sexing me / When everybody knows/ It's clear that you're upset with me / Oh, Oh, Oh, finally found a girl that you couldn't impress / If you you were the last man on earth still couldn't hit this".
Le titre est un morceau R&B aux influences hip-hop, se composant d'une basse saturée et de vocoder sur la voix de l'interprète.

## Réception
Aux États-Unis, le single s'est directement classé à la 11e position des charts américains, ce qui en fait le plus gros début depuis My All, qui avait débuté en 2e position. Il s'agit du 8e plus gros début de Mariah Carey sur le Hot 100. Mais il lui faudra huit semaines pour entrer sur le top 10, en 7e position. Aux États-Unis le single a dépassé le million de téléchargements. Les remixes s'érigent quant à eux à la première place du Billboard. En France, il se classe à la 8e place.

## Polémique
Après la diffusion en radio du titre, beaucoup ont vu en Obsessed une réponse à la chanson Bagpipes From Baghdad de Eminem qui s'attaquait ouvertement à la chanteuse ainsi que son époux Nick Cannon. En effet beaucoup d'allusions au rappeur sont faites, notamment ses problèmes de drogues et le fait qu'il prétende avoir eu des relations sexuelles avec la chanteuse. De plus, dans le clip vidéo de la chanson, Mariah se déguise et joue le rôle d'un rappeur obsédé par elle.
Cependant la rumeur a été démentie à de nombreuses reprises, l'artiste prétend s'être inspirée des films Lolita malgré moi (Mean Girls) et Le Diable s'habille en Prada. Eminem répondra tout de même encore une fois à Mariah Carey et Nick Cannon avec The Warning.

## Clip vidéo
Le vidéoclip a été dirigé par Brett Ratner, les 28 et 29 juin 2009. Il y dévoile Mariah Carey arrivant au Plaza Hotel de New-York en Rolls-Royce Phantom. Elle participe alors en tant que modèle à un shooting photo, en l’occurrence du célèbre photographe français : Patrick Demarchelier. Entretemps, elle se fait poursuivre par un fan obsédé par elle lors de sa sortie shopping. À la fin du clip, Mariah descend de l'hôtel pour y attendre son chauffeur lorsque le jeune homme, guettant sa venue, descend du trottoir, la prend en photo et se fait alors écraser par un bus. À noter que le jeune homme est également interprété par Mariah elle-même.
Une autre version de la vidéo fut tournée en compagnie du rappeur Gucci Mane. En effet, les scènes ou celui-ci rappe en présence de Mariah, sont incrustées aux scènes originales du vidéoclip, ce qui en donne une vidéo remix, parallèle à l'originale.
Ce vidéoclip peut aussi rappeler un ancien titre vidéographique de la chanteuse, celui d'Heartbreaker, réalisé également par Brett Ratner et sorti en 1999 ou l'on aperçoit deux facettes de l'interprète.

## Remixes

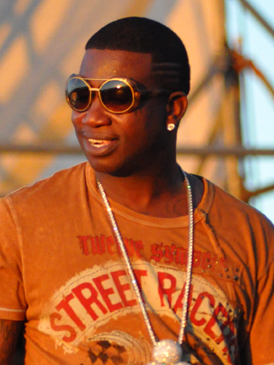
Gucci Mane lors de sa performance au Williamsburg Waterfront 3, le 29 août 2010

Le titre bénéficie de plusieurs remixes : l'officiel agrémenté des vers de Gucci Mane conservant la structure musicale originale et d'autres versions réalisées pour les clubs. Pour celles- ci, on y dénombre celles de Cahill, de Seamus Haji & Paul Emanuel, de Jump Smokers et de Friscia And Lamboy. Les versions courtes dites Radio Edit de ces remixes club sont incluses dans l'opus Memoirs of an Imperfect Angel. À noter (ce qui est très rare dans la discographie de Mariah Carey), qu'il n'existe aucun véritable remix R&B avec une structure musicale retravaillée, calquée à partir du titre original.

## 2019 #Obsessed Challenge
En milieu du mois de juillet 2019, un challenge intitulé #Obsessed Challenge, qui consiste à faire une chorégraphie bien spécifique sur le titre Obsessed de Mariah Carey paru en 2009, devient mondialement viral,,,.

## Crédits et personnel
- Mariah Carey – Auteur-compositeur-interprète, productrice
- Terius Nash – Auteur-compositeur, producteur
- Christopher Stewart – Auteur-compositeur, producteur
- Victor Alexander – producteur
- Brian Garter – enregistreur
- Brian Thomas – enregistreur
- Jaysen-Joshua Fowler – mixeur
- Dave Pensado – mixeur
- Bernie Grundman – mastering

## Classements et certifications
| Classement (2009)                       | Meilleure position |
| --------------------------------------- | ------------------ |
| Allemagne (Media Control AG)            | 61                 |
| Australie (ARIA)                        | 13                 |
| Belgique (Flandre Ultratop 50 Singles)  | 14                 |
| Belgique (Wallonie Ultratop 50 Singles) | 20                 |
| Brésil (Hot 100 Airplay)                | 23                 |
| Brésil (Hot Pop Songs)                  | 12                 |
| Canada (Hot 100)                        | 20                 |
| États-Unis (Hot 100)                    | 7                  |
| États-Unis (Dance Club Songs)           | 1                  |
| États-Unis (Pop Airplay)                | 8                  |
| États-Unis (R&B/Hip-Hop Songs)          | 12                 |
| Europe (Hot 100)                        | 28                 |
| France (SNEP)                           | 8                  |
| Italie (FIMI)                           | 6                  |
| Japon (Hot 100)                         | 16                 |
| Nouvelle-Zélande (RMNZ)                 | 21                 |
| Tchéquie (IFPI Rádio)                   | 11                 |
| Royaume-Uni (UK Singles Chart)          | 52                 |
| Slovaquie (IFPI Rádio)                  | 37                 |
| Suisse (Schweizer Hitparade)            | 61                 |

| Classement (2009)    | Position |
| -------------------- | -------- |
| France               | 71       |
| États-Unis (Hot 100) | 41       |

## Historique de sortie
| Région     | Date            | Format                              |
| ---------- | --------------- | ----------------------------------- |
| États-Unis | 16 juin 2009    | Radio premiere                      |
| États-Unis | 22 juin 2009    | Rhythmic radio                      |
| Mondial    | 7 juillet 2009  | Digital download                    |
| États-Unis | 21 juillet 2009 | Digital download - Gucci Mane Remix |
| États-Unis | 27 juillet 2009 | Mainstream radio                    |
| États-Unis | 11 juillet 2009 | CD single                           |
| France     | 21 juillet 2009 | CD single                           |